# ABBA Oro: Grandes Éxitos
ABBA Oro: Grandes Éxitos – kompilacja szwedzkiego zespołu ABBA wydana w 1993 w Stanach Zjednoczonych. Album zawiera hiszpańskie wersje piosenek kwartetu. Jest kontynuacją albumu Gracias por la música wydanego w 1980. W 1999 r. ponownie wydano album z bonusami.

## Lista piosenek
1. „Fernando” – 4:17
2. „Chiquitita” – 5:30
3. „Gracias por la música” („Thank You for the Music”) – 3:49
4. „La Reina Del Baile” a.k.a. „Reina Danzante” („Dancing Queen”) – 4:02
5. „Al Andar” („Move On”) – 4:44
6. „¡Dame! ¡Dame! ¡Dame!” („Gimme! Gimme! Gimme! (A Man After Midnight)”) – 4:51
7. „Estoy Soñando” („I Have a Dream”) – 4:38
8. „Mamma Mía” – 3:34
9. „Hasta Mañana” – 3:09
10. „Conociéndome, Conociéndote” („Knowing Me, Knowing You”) – 4:04

Bonusy z 1999 r.
1. „Felicidad” („Happy New Year”) – 4:24
2. „Andante, Andante – 4:39
3. „Se Me Está Escapando” („Slipping Through My Fingers”) – 3:52
4. „No Hay A Quien Culpar” („When All Is Said and Done”) – 3:13
5. „Ring Ring” – 3:00